# Ingen Diskussion
Ingen Diskussion er en dansk hiphop/rap single fra U$O's nyeste album Hold Nu. På tracket medvirker  L.O.C. og Johnson (som til sammen før i tiden skabte gruppen B.A.N.G.E.R.S.). Det blev udgivet i 2007 af selskabet Sonet.

## Musikvideo
Rene Johansen, der tidligere blandt andet tidligere har lavet videoer for Rent Mel og Suspekt instruerede musikvideoen til singlen. Videoen handler om de tre hovedpersoner – U$O, L.O.C. og Johnson, der i Mikael Bertelsens direkte transmitterede talkshow "Den 11. time" overfalder journalisten Mads Brügger og kommer i fængsel for det og selvsagt ifølge hiphopstilen af musikvideoer, overvåges derinde, af lystne kvindelige fængselsbetjente. I 14 dage løbende fra den 14. juni til d. 28. juni, kunne man i København opleve, at videoen blive opført på husmure og hvad der ellers fandtes af velpassende baggrunde. Med mobile projektorer og højtalere bevægede dette act sig rundt i gader og stræder, så der var rig mulighed for at opleve det. Release på videoen foregik på Ideal Bar den 14. juni.